# Gisèle (757-810)
Pour les articles homonymes, voir Gisèle.
Gisela ou Gisèle (757-810) est une abbesse, fille de Pépin le Bref et de son épouse Bertrade de Laon. Elle est sœur de Charlemagne et de Carloman. Elle est considérée comme sainte par les Églises catholique et orthodoxe. Sa fête est fixée le 21 mai.

## Biographie
Gisèle fut fiancée en 765 à Léon IV, fils et héritier de l'empereur Constantin V Kopronymos. Les fiançailles furent rompues en 766. D'après Eginhard, Gisèle fut ensuite destinée à la vie religieuse. Elle entra à l'abbaye de Chelles, puis en devint abbesse. Elle y a supervisé l'un des scriptoria de nonnes les plus prolifiques du VIIIe et IXe siècles. Bien que l'on sache peu de choses sur son éducation, il semble qu'elle ait été bien éduquée, car sa correspondance avec Alcuin a été écrite et reçue en latin. 
Selon Éginhard, elle entretenait de bonnes relations avec son frère Charlemagne, qui « la traitait avec le même respect qu'il montrait à sa mère ». Charlemagne eut plusieurs fils et filles de son épouse Hildegarde de Vintzgau, dont une fille qu'il nomma aussi Gisela (°781 - †808).